# Mont-de-Marrast
Mont-de-Marrast település Franciaországban, Gers megyében. Lakosainak száma 106 fő (2022. január 1.). Mont-de-Marrast Barcugnan, Manas-Bastanous, Montaut, Sadeillan, Sainte-Dode és Sarraguzan községekkel határos.

## Népesség
A település népességének változása:
| Lakosok száma | 149  | 100  | 100  | 90   | 109  | 111  | 111  | 107  | 105  | 106  |
|               | 1968 | 1982 | 1990 | 2006 | 2013 | 2015 | 2017 | 2019 | 2020 | 2022 |